# Huang Zunxian

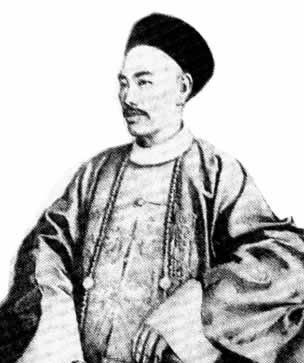
Huang Zun Xian nach einem zeitgenössischen Druck

Huang Zunxian (chinesisch 黃遵憲, Pinyin Huáng Zūnxiàn, W.-G. Huang Tsun-hsien, * 29. Mai 1848; † 28. März 1905), courtesy name Gongdu (公度), war ein chinesischer Beamter, Gelehrter und Schriftsteller in der späten Qing-Zeit. Er veröffentlichte mehr als 100 Gedichte. Huang wurde in Jiayingzhou, einem Stadtteil des heutigen Meizhou (Guangdong), geboren und starb im Alter von 57 Jahren ebenda. Seine richtungsweisenden Beiträge machten ihn zu einer berühmten Figur seiner Zeit. Zur Erhaltung seines Erbes wurde eine Stiftung gegründet, und sein Wohnhaus ist heute ein Museum.

## Jugend und Karriere
Huang wurde am 29. Mai 1848 in Jiayingzhou in eine Familie des Hakka-Stammes geboren. Sein Vater Huang Hung Chow war ein Beamter (Juren, chinesisch 舉人). Als Huang drei Jahre alt war, fand die größte Landreform in China statt. Schon als Kleinkind konnte Huang die berühmte Gedichtsammlung Lieder der Tausend Gelehrten (Chin. Qian jia shi, chinesisch 千家詩) rezitieren, und als neunjähriger beschäftigte er sich mit weiteren Gedichten der Tang-Zeit. Im Taiping-Aufstand verlor er einen großen Teil seines Besitzes. Daraufhin bewarb er sich um den Posten eines Juren, wie sein Vater, als er 1877 das erforderliche Alter erreichte. Er setzte sich gegen viele Konkurrenten durch und wurde als Gesandter nach Tokio, Japan, geschickt. Im September 1880, veröffentlichte er die Korea-Strategie, eine Abhandlung über die hochfliegenden Pläne des damaligen Korea. Er plädierte für eine Allianz mit Korea.
In Japan arbeitete er auch als Herausgeber des Japan World Magazine, beschäftigte sich mit Aspekten der japanischen Medizin, und beobachtete, welchen Fortschritt Japan in dieser Zeit gemacht hatte. Seine Ergebnisse veröffentlichte er in dem Buch Beobachtungen in Japan (printed 1890). Der Kaiser Guangxu war fasziniert von dem Werk und lud Huang ein, ihm persönlich seine Beobachtungen ausführlich zu erklären. Auf dieses Buch gingen einige Reformen zurück, die der Kaiser veranlasste. Huang wird auch als Philosoph angesehen, weil er sich mit der politischen Situation Chinas auseinandersetzte. Er selbst wurde von aufklärerischen Philosophen, unter anderem Rousseau und Montesquieu beeinflusst.
1882 wurde Huang zum Generalkonsul in San Francisco, Vereinigte Staaten, ernannt. In der Zeit dort wurde ihm bewusst, wie reich die chinesischen Einwanderer geworden waren und was für ein großer Gewinn sie für China waren. Aus dieser Zeit stammt ein Gedicht, das Huang über Frederick Bee, einen Beamten am Konsulat, schrieb. Nach sieben Jahren kehrte er nach China zurück, um 1890 nach London zu gehen. Ein Jahr später wurde er zum Generalkonsul in Singapur ernannt. Dort beobachtete er, wie ähnlich die Auslandschinesen den Reichschinesen waren. Sie zeichneten sich durch Reichtum und Großzügigkeit aus. Daher setzte er eine Petition an den Kaiser auf, die Gesetze abzuschaffen, die zu dieser Zeit Auslandschinesen unter Androhung schwerer Strafen verboten, in ihre Heimat zurückzukehren. Er führte aus, dass China auf diese Weise „Fische in fremde Netze jage“. Die Bitte wurde gewährt und ab dem 29. Januar 1894 wurde es Auslandschinesen wieder gestattet, nach China zurückzukehren. In der Zwischenzeit wurde Huang Salz-Inspektor für die Provinz Hunan und begann das Journal for Contemporary Affairs. Die Reform der Politik wurde in großem Umfang besprochen und gefeiert. Huang wurde zum Botschafter Chinas in Japan ernannt. Jedoch scheiterte die Hundert-Tage-Reform durch den Sturz Guangxu's. Die Kaiserinwitwe Cixi kam an die Macht. Mit der Einkerkerung Guangxu’s endete die diplomatische Karriere Huangs. Er verurteilte Cixi's Putsch zutiefst, war jedoch erleichtert, dass er von seinen diplomatischen Pflichten entbunden war.

## Privatleben

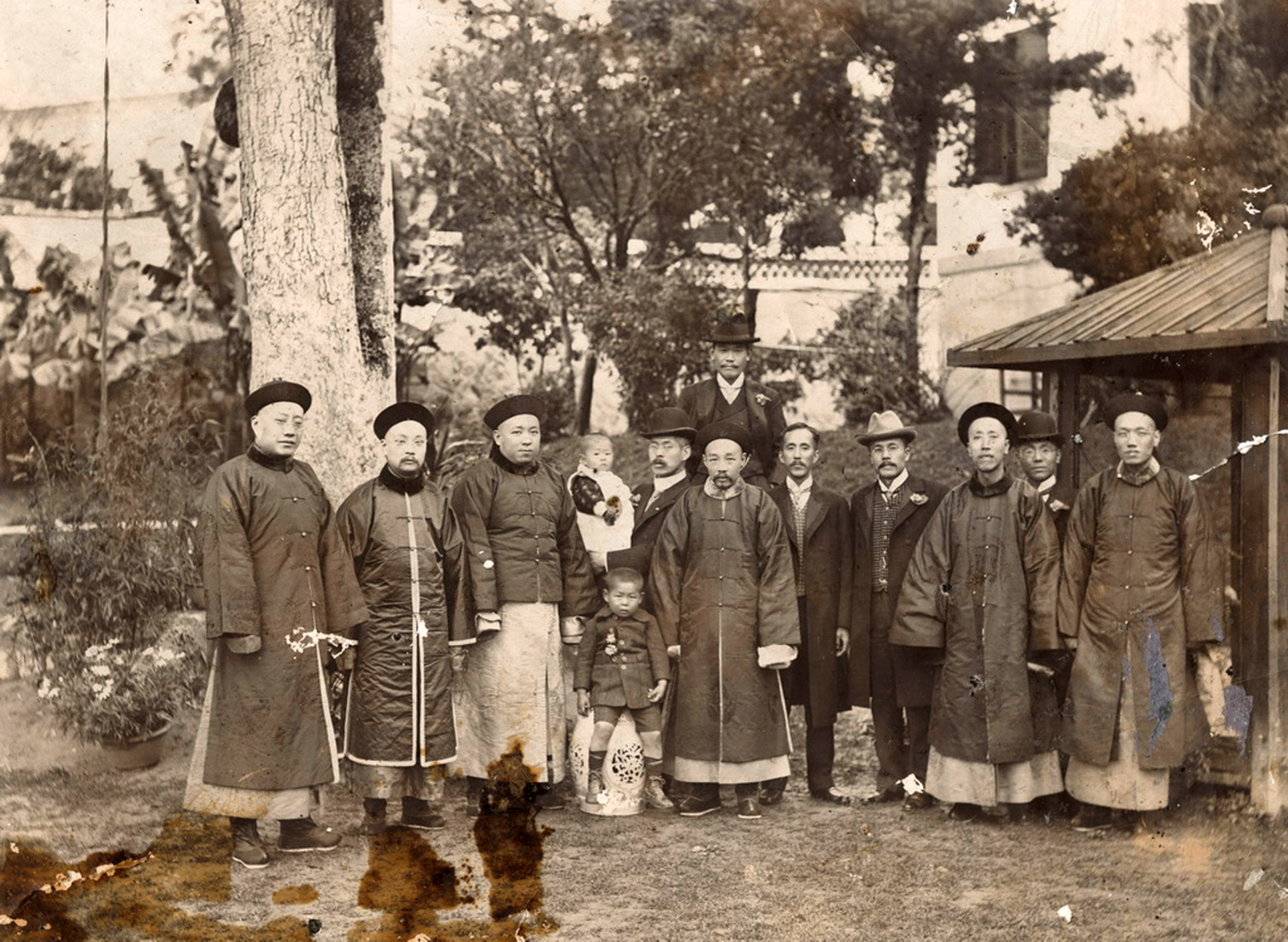
Huang (in der Mitte) mit Familienangehörigen, circa 1900

Rasse war für Huang ein wichtiges Merkmal. Als Teenager behauptete er, dass jeder Mensch „aus gelbem Ton“ gemacht sei. Jahrzehnte später fragte er, „warum ist die gelbe Rasse nicht die einzige Rasse in der Welt?“ Huang liebte es, Gedichte zu verfassen. Er war sehr patriotisch eingestellt und beschrieb China einmal als Gold-gepflasterte Nation. Er war als Dichter sehr beliebt und man hat ihn sogar als „den herausragendsten Dichter unter den Reformern des späten neunzehnten Jahrhunderts“ bezeichnet. Maßgeblich beeinflusst wurde er von Wei Yuan, Gong Zizhen, und Jin He. Seine Großmutter war eine Lady Li, deren Tod ihn in seiner Kindheit wohl in tiefe Trauer stürzte, wie es ein Gedicht beschreibt, das dem Grab dieser Großmutter gewidmet ist. Die meisten seiner Gedichte beziehen sich auf politische Vorgänge seiner Zeit, auch Vorgänge im Ausland, wie die Präsidentschaftswahlen in Amerika. Insgesamt veröffentlichte er mehr als hundert Gedichte. Nach seinem Tod wurde ein weiterer Gedichtband Gedichte aus der menschlichen Umgebung (人境廬詩草) veröffentlicht und ist bis heute populär in China. Er war ein Vertreter der Dichterischen Revolution in der späten Qing-Zeit. Seine Gedichte heißen unter anderem: Lied des Berges, Kirschblüten-Festival, Nebel von London, Lieder der Taiping-Rebellen, Unterwegs nach Wuqing, und Rauswurf des Besuchers. In seinem Leben interessierte er sich auch dafür, Schulen in verschiedenen Ländern Asiens zu gründen. Huang und Liang Qichao waren enge Freunde. Huang bereiste in großem Stil viele Länder Asiens, am liebsten Malaysia. Sein Neffe, Parkcane C. Hwang, war der Gründer und Manager der Bank of China in Singapur.

## Tod und Vermächtnis
Huang entging der Inhaftierung nach dem Putsch an Guangxu durch Flucht in seine Heimatstadt Jiayingzhou, dort starb er am 28. März 1905, Huang ist dafür berühmt, dass er als zwanzigjähriger den Satz gesagt hat, „我手寫我口，古豈能拘牽!“ (Wo shou bi wo kou, gu ji neng bao qian), grob übertragen bedeutet dies, dass es richtig ist, seine Gefühle auszudrücken, wann immer man sich danach fühlt, und dies in der Sprache, die man spricht (im Gegensatz zum damals gängigen Hochchinesisch). Darüber hinaus findet sich bei ihm das erste Mal die Bezeichnung 文明 (wen ming) als Begriff für „Zivilisation“. Sein Leichnam wurde in der Kulturrevolution geschändet und weggeworfen. Daher hat sich die Huang Zun Xian Foundation in Hongkong als eines ihrer Ziele gesetzt, die Überreste aufzufinden. Huang wird auch als der erste bezeichnet, der sich für die Menschenrechte chinesischer Migranten eingesetzt hat. Eine Ausstellung zu Ehren seiner Erfolge wurde 1991 gestaltet. Darin wurden Beschreibungen über ihn von 130 Künstlern ausgestellt. Huangs ehemaliges Wohnhaus in Meizhou wurde als Museum gestaltet. zudem wird der Garten als ein Beispiel für die Schönheit des „Lingnan-Stils“ präsentiert.